# 長音素
言語学において、長音素（英語: chroneme [ˈkɹəʊ̯niːm], [ˈkɹoʊ̯niːm]）または長さ音素とは、語を一つの母音または子音のみの長さによって弁別することができる、音の基本的、理論的単位である。名詞「chroneme」はギリシャ語の　χρόνος (khrónos)（クロノス、時間）と、「phoneme」( φώνημα (phṓnēma))（音素）の「-eme」から類推して接尾辞となった「-eme」に由来する。しかし、この用語は広く通用しておらず、長音素を持つと主張される言語に取り組む音韻学者に知られていない場合さえある。

## 概要
大部分の言語には母音または子音の長さの違いがあるが、大部分の言語の場合、それは音韻論・音声学上、弁別的・対照的であるとは扱われない。音声学上対照的な長さを持つそれらの言語でさえ、長音素は特定の言語で認められるのみである。長音素を使うことは、/aː/ を二つの分節音から成っていると見なす: /a/ と /ː/ である。が、別の分析では、/aː/ は長さをその特徴の一つとして持った一つの分節音として考察される。これは、[ai] のような二重母音が、一つの分節音 /ai/ としても、また子音と母音の連続 /aj/ としても分析されることと比較できよう。
長音素的対照の分析のために、一つの分節音の長さを除いて全く同じに話される意味の違う二つの単語は最小対とみなされる。
国際音声字母（IPA）では、その文字を二重にすることによって、あるいはその字の上か下にダイアクリティカルマークをつけることによって、長さを示す:
| 記号 | 位置 | 意味     |
| ---- | ---- | -------- |
| なし | -    | 短い     |
| [ː]  | 後   | 長い     |
| [ˑ]  | 後   | 半長の   |
| [˘]  | 上   | 特に短い |

## 各言語における長音素

### 英語
アメリカ英語は長音素の存在を示す最小対を持たないか、理論上はただ一つの長音素を持っているだろうと言われている。他のいくらかの方言、たとえばオーストラリア英語には対照的な母音の長さがあるが、それは長音素の結果であるとは分析されない。

### イタリア語・タイ語等
古典ラテン語を含む多くの印欧語族は、子音に弁別的な長さがある。イタリア語の例を示そう:
| 単語  | IPA      | 意味   |
| ----- | -------- | ------ |
| vile  | /ˈvile/  | 臆病者 |
| ville | /ˈville/ | 別荘   |

古典ラテン語、ドイツ語、タイ語は、母音に弁別的な長さがある。タイ語の例を示そう:
| 単語 | IPA     | RTGS | 性質 | 意味 |
| ---- | ------- | ---- | ---- | ---- |
| เข้า  | /kʰâw/  | khâo | 短い | 入る |
| ข้าว  | /kʰâːw/ | khâo | 長い | 米   |

### ウラル語族の言語
ほとんどのウラル語族、たとえばフィンランド語、ハンガリー語、エストニア語は、弁別的な拍の長音素を、（議論の余地はあるが、原音素、あるいはや音添加の母音・子音とも呼ばれる）音素として持っている。 母音の長音素の語源は、再建されたウラル祖語における有声軟口蓋摩擦音に由来する。[Vɣ] が [Vː] になるように。たとえば、フィンランド語の「taka-」（後ろの-）、「takka」（暖炉）、taakka（重荷）は無関係な語である。それは文法的にも重要である。三人称標識は長音素であり（「menee」彼/彼女は行く）、そしてしばしばヘルシンキ地方のフィンランド口語では、文法的な最小対がある。たとえば、主格の「Stadi」（ヘルシンキが）と、分格の「Stadii」（ヘルシンキで）。
フィンランド語、エストニア語、サーミ語には、長音素の二つの異音的な長さもあり、「半長の」と「特に長い」である。たとえば、フィンランド語の命令形「anna!」（与えよ!）は短母音を持ち、「oma」（自分の）は半長の母音を持ち、「Annaa」（アンナで）は特に長い母音を持つ（これら三つを弁別するあらゆる弁別的な音調の変化なしで）。エストニア語やサーミ語にも、子音に三段階の弁別がある。たとえば、lina「ベッドのシーツ」、linna（半長の「n」）「都市の」、linna（特に長い「n」）「都市に」。音素の対立が最も強いエストニア語は、二つを弁別する第二の手がかりとして音調の曲線を使う。「特に長い」ものは他のフィン諸語のように下降するが、「半長の」ものは上昇する。
フィンランド語も、主に更なる長さ（約100ミリ秒)を音節主音の母音に加えることで強勢を示す。これはフィンランド語に五つの異なる物理的な長さがあることを意味する。（最初の――そして先述の強勢のある――音節が一つの短母音であるならば、半長の母音は音韻論上、第2音節に現れる短母音である。）強勢のない短母音は物理的持続が約40ミリ秒であり、強勢のない長母音は約70ミリ秒である。強勢は約100ミリ秒を加え、強勢のある短母音は130～150ミリ秒、強勢のある長母音は170～180ミリ秒を使う。半長母音はいつも短く強勢がなく、弁別的に標準よりも40ミリ秒長い。

### 日本語
日本語は母音の長さが弁別的なもう一つの言語である。たとえば、「ビル」は建築物を意味するが、「ビール」は酒の一種である。日本語話者による直観的な概念によって、「ビール」と「ビル」を弁別するものは、なによりも、母音[i]を伸ばすことを意味する、発話のリズムにおける特殊拍（あるいは最小の母音音節）であると言われてきたようだ。しかし、観察により、ある人は長い母音の音の高さと強さにも注意するかもしれない。また、母音を伸ばすこと――長音素上の対照――は日本語の母音音素のある程度小さい一覧をほぼ二倍するとも言われてきた（二重音字が出現することも母音の字数を増やすが）。仮名での書き方により、日本語の長母音はしばしば（量または長さがより大きい一つの母音というよりは）同じの二つの母音の連続であるとみなされる。
日本語の子音の場合、音韻論的には、語中の子音は二重になるとされるかもしれない。たとえば、単語「引き」と「筆記」の間で、このように対照を成している。分節音と音声学に関して、二つの語の違いはそれであり、後者の「筆記」では二重の [kk] が最初の音節 [hi-] を閉じ、促音として実現し（前触れとなる分節音は明らかに /k/ が通常作られる軟口蓋）、[k] の分節音として次の音節 [-ki] を始め、普通の軟口蓋音として実現される。実質的に、この子音の二重化はこのとき一拍を全体的な発話のリズムに加える。そのため、日本語の話者には、語「筆記」は「引き」より一拍長く感じられる。

## 参考
- Suomi, Kari. Temporal conspiracies for a tonal end: Segmental durations and accentual f0 movement in a quantity language. Journal of Phonetics, Volume 33, Issue 3, July 2005, pages 291-309.
- Phonetics of Finnish: Quantity and duration of vowels & consonants
- 「長さ音素」亀井孝、河野六郎、千野栄一『言語学大辞典 第6巻 術語編』（三省堂、1996）p.1031（ISBN 4385152187）